# Internationales Werner-Seelenbinder-Gedenkturnier 1977
Das Internationale Werner-Seelenbinder-Gedenkturnier 1977 fand vom 24. bis zum 25. September 1977 in Greifswald statt. Es war die fünfte Auflage dieser internationalen Meisterschaften der DDR im Badminton. Greifswald war nach dem Vorjahr zum zweiten Mal Austragungsort der Titelkämpfe. Sportler aus fünf Ländern (DDR, UdSSR, ČSSR, Polen und Bulgarien) waren am Start. Die Einzel- und Mixedwettbewerbe wurden im Raster zu je 32 Startern, die Doppelwettbewerbe im Raster zu je 16 Startern ausgespielt.

## Medaillengewinner
| Disziplin    | Gold                                                                           | Silber                                                        | Bronze                                                                                   |
| ------------ | ------------------------------------------------------------------------------ | ------------------------------------------------------------- | ---------------------------------------------------------------------------------------- |
| Herreneinzel | Viktor Shvachko (UdSSR)                                                        | Edgar Michalowski (Einheit Greifswald)                        | Nikolay Peshekhonov (UdSSR)                                                              |
| Herreneinzel | Viktor Shvachko (UdSSR)                                                        | Edgar Michalowski (Einheit Greifswald)                        | Detlef Sprenger (EBT Berlin)                                                             |
| Dameneinzel  | Monika Cassens (HSG Lok HfV Dresden)                                           | Angela Michalowski (Einheit Greifswald)                       | Christine Zierath (Einheit Greifswald)                                                   |
| Dameneinzel  | Monika Cassens (HSG Lok HfV Dresden)                                           | Angela Michalowski (Einheit Greifswald)                       | Astrit Schreiber (Aktivist Niederwürschnitz)                                             |
| Herrendoppel | Edgar Michalowski / Erfried Michalowsky (Einheit Greifswald)                   | Konstantin Vavilov / Nikolay Peshekhonov (UdSSR)              | Ladislav Šrámek / Miroslav Šrámek (ČSSR)                                                 |
| Herrendoppel | Edgar Michalowski / Erfried Michalowsky (Einheit Greifswald)                   | Konstantin Vavilov / Nikolay Peshekhonov (UdSSR)              | Viktor Shvachko / Vladimir Nikiforov (UdSSR)                                             |
| Damendoppel  | Monika Cassens / Angela Michalowski (HSG Lok HfV Dresden / Einheit Greifswald) | Alla Zvonareva / Irina Pologova (UdSSR)                       | Astrit Schreiber / Christel Sommer (Fortschritt Hohenstein-Ernstthal / HSG DHfK Leipzig) |
| Damendoppel  | Monika Cassens / Angela Michalowski (HSG Lok HfV Dresden / Einheit Greifswald) | Alla Zvonareva / Irina Pologova (UdSSR)                       | Alla Prodan / Nadezhda Litvincheva (UdSSR)                                               |
| Mixed        | Edgar Michalowski / Monika Cassens (Einheit Greifswald / HSG Lok HfV Dresden)  | Erfried Michalowsky / Angela Michalowski (Einheit Greifswald) | Karel Lakomý / Alena Nejedlová (ČSSR)                                                    |
| Mixed        | Edgar Michalowski / Monika Cassens (Einheit Greifswald / HSG Lok HfV Dresden)  | Erfried Michalowsky / Angela Michalowski (Einheit Greifswald) | Viktor Shvachko / Nadezhda Litvincheva (UdSSR)                                           |